# Adamcova míra

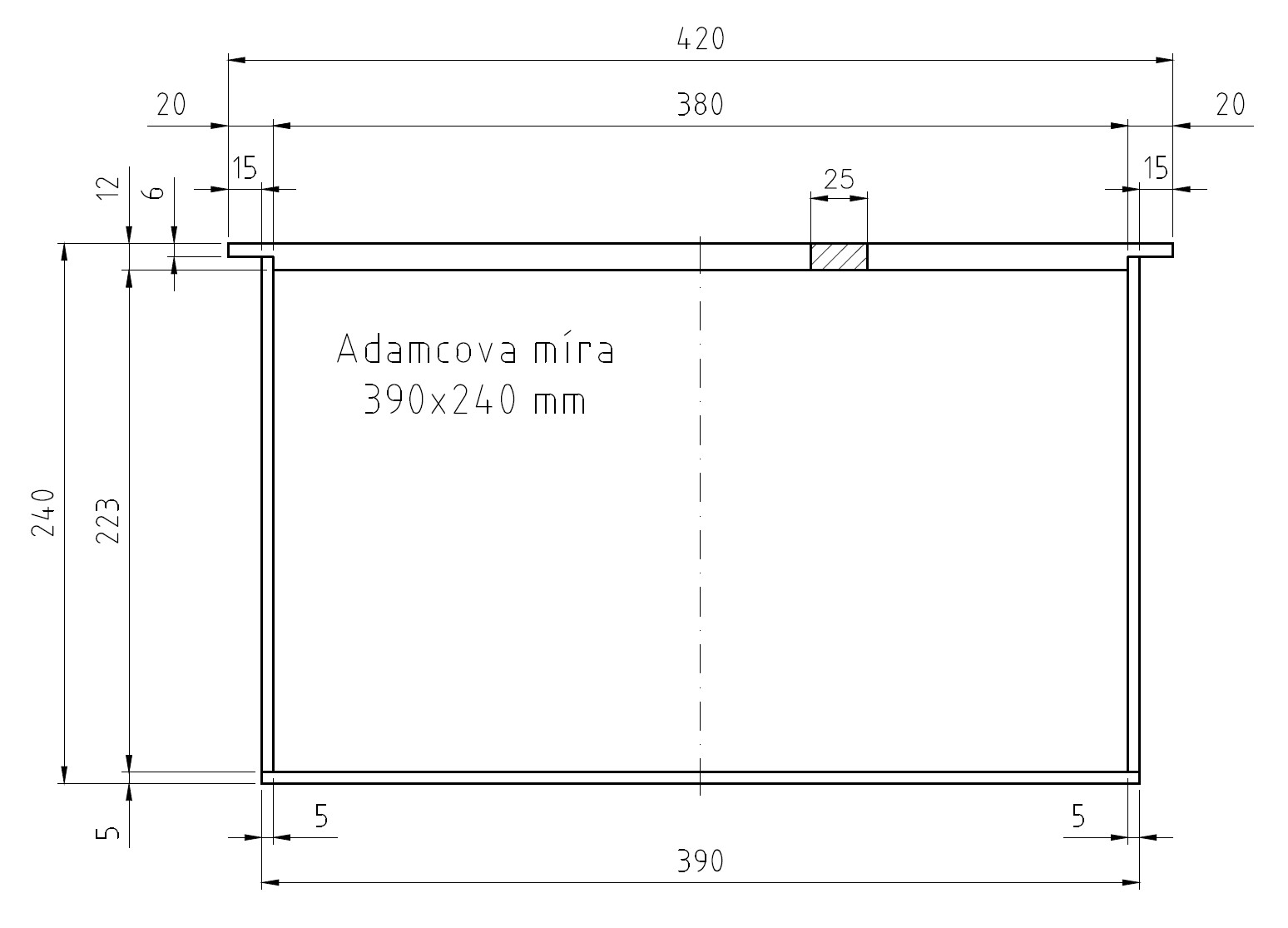
Adamcova míra.jpg

Adamcova míra je ve včelařství nejvíce používanou rámkovou mírou v Česku s rozměry 39×24 centimetrů.
Adamcovu míru zavedl František Adamec na sjezdu českoslovanských včelařů v Brně v roce 1904. Používá ji široká škála včelích úlů:
- Tachovský úl
- Budečák
- úl K39
- Moravský univerzál
- mnoho „vysouváků“ ve včelařských vozech

Z dnešního hlediska se sice zdá míra 39 cm krátkou, ale její rozšíření je tak velké, že z včelnic nevymizí ještě minimálně desítky let. Ze článků ve sto let staré Včele moravské je patrné, v jakých porodních bolestech tato „standardní“ česká rámková míra vznikala. Pro nás je dnes po sto letech těžké pochopit ovzduší a důvody jejího vzniku, což je jev ve včelařství poměrně obvyklý.

## Galerie

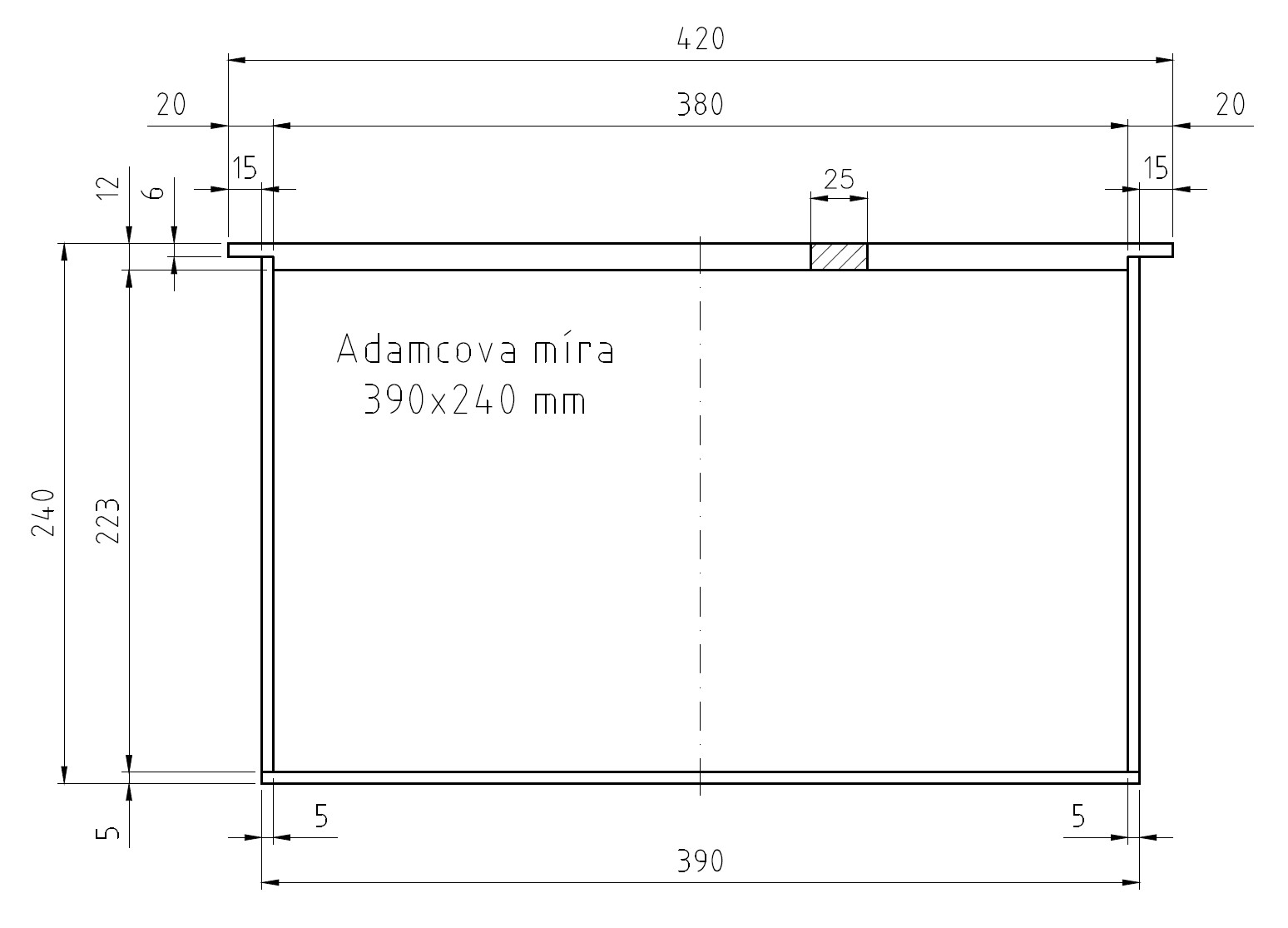
Rozměr včelího rámku
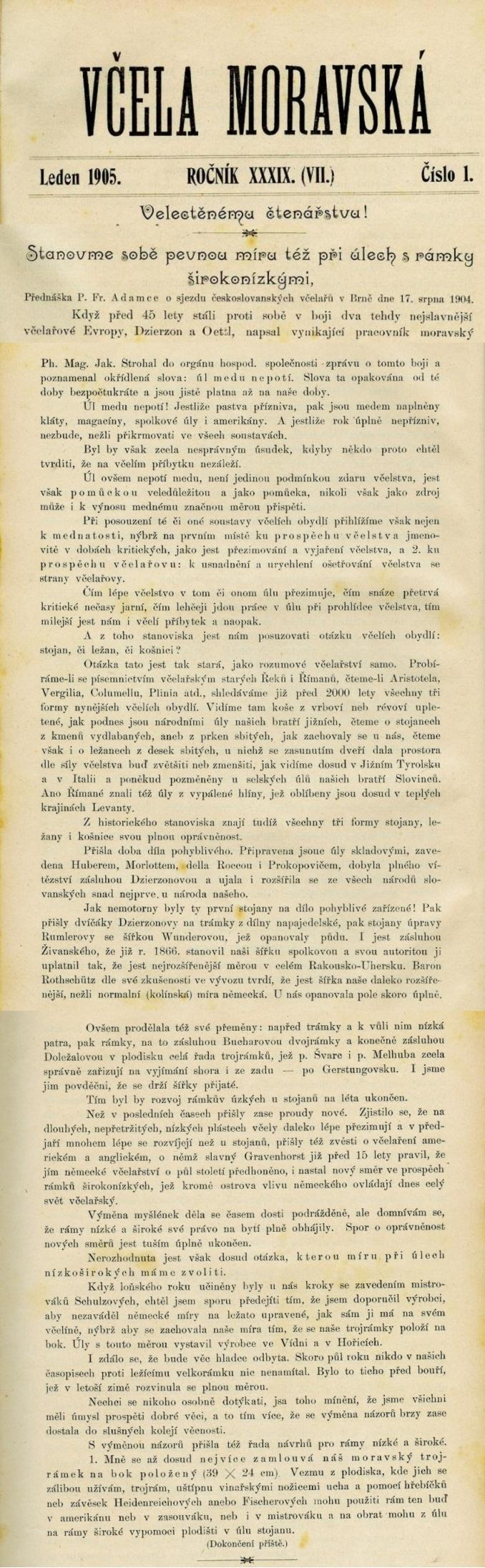
článek1
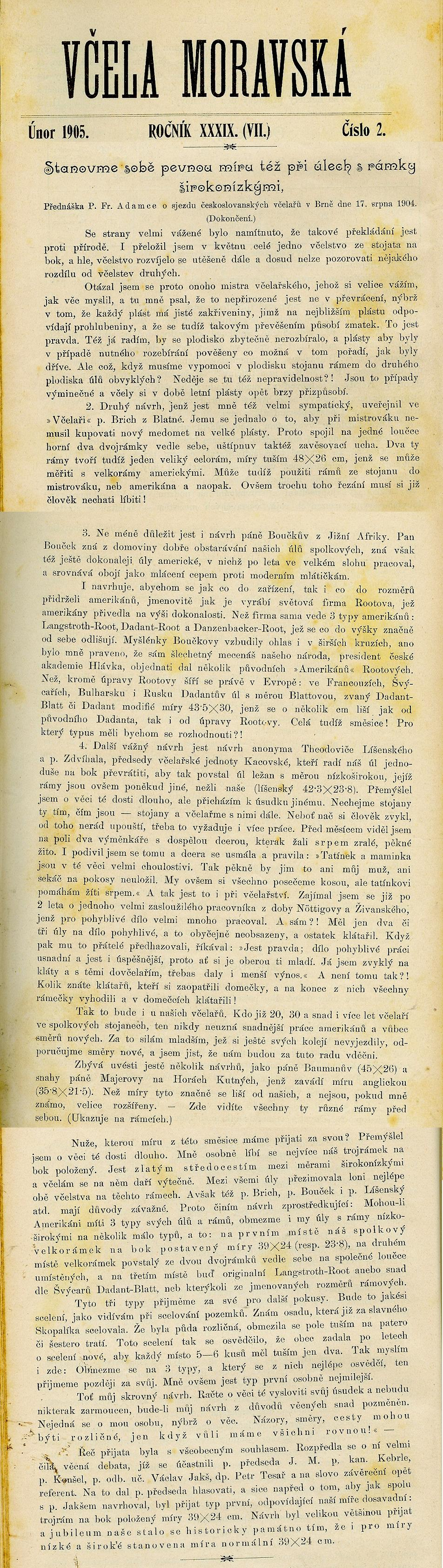
článek2